# Сьвінна (Сілезьке воєводство)
Сьвінна (пол. Świnna) — село в Польщі, у гміні Свінна Живецького повіту Сілезького воєводства.
Населення — 2003 особи (2011).
У 1975-1998 роках село належало до Бельського воєводства.

## Демографія
Демографічна структура станом на 31 березня 2011 року:
|          | Загалом | Допрацездатний вік | Працездатний вік | Постпрацездатний вік |
| -------- | ------- | ------------------ | ---------------- | -------------------- |
| Чоловіки | 984     | 212                | 660              | 112                  |
| Жінки    | 1019    | 206                | 588              | 225                  |
| Разом    | 2003    | 418                | 1248             | 337                  |